# Сидиртланд (регион)
63° 55′ 59″ N 20° 59′ 49″ W / 63.93306° С; 20.99694° З
Сидиртланд (исл. Suðurland - „Јужни регион“) је је један од осам региона Исланда. Налази се у јужном делу државе. Захвата површину од 24.256 км² и има око 23.311  становника. Главни град је Селфос. 